# Johann Konrad Irmischer
Johann Konrad Irmischer (* 15. Dezember 1797 in Kulmbach; † 28. April 1857 in Erlangen) war ein deutscher evangelischer Theologe und Bibliothekar.

## Leben
Johann Konrad Irmischer war der Sohn des Färbers Johann Konrad Thieroldt (* 1769; † unbekannt) und dessen Verlobter Martha Rosina Irmischer (* 1764; † unbekannt).
Er besuchte das Gymnasium Gymnasium illustre Collegium Christian-Ernestinum in Bayreuth, musste diesen Besuch jedoch durch eine Zinngießerlehre und eine Tätigkeit als Schreiber unterbrechen. Von 1818 bis 1822 studierte er Theologie an der Universität Erlangen. Um sein Studium finanzieren zu können, begann er 1819 für die Universitätsbibliothek zu arbeiten. Er wurde 1822 Vikar, ab 1827 "stabiler" Vikar, der Neustädter und Altstädter Gemeinde in Erlangen, 1823 wurde er erst Gehilfe und später Sekretär an der Universitätsbibliothek.
Nachdem er 1825 zum Dr. phil. promovierte folgte im darauffolgenden Jahr seine Habilitation für Geschichte und Literatur an der Universität Erlangen. Er hielt als Privatdozent Einführungsvorlesungen und gab erste Übungen über Bibliotheks- und Handschriftenkunde; obwohl sich die Universität dafür aussprach, erhielt er niemals eine Professur.
1832 wurde er zweiter Unterbibliothekar der Universitätsbibliothek und strebte die Anstellung des hauptamtlichen Bibliothekars an. Nach dem Tod seines Schwiegervaters 1840 erhielt er die Stelle Interim, dann wurde jedoch 1844 vom Ministerium, gegen den Wunsch der Universität, die Stelle einem Auswärtigen ohne bibliothekarische Kenntnisse gegeben.
1837 erfolgte seine Ernennung zum zweiten Pfarrer an der Neustädter Kirche in Erlangen.
Johann Konrad Irmischer heiratete in Erlangen 1827 Friederike (* 1796; † 1861), eine Tochter von Gottlieb Ernst August Mehmel, Philosoph und Bibliothekar. Mit seiner Frau hatte er eine Tochter und einen Sohn.

## Wirken
Johann Konrad Irmischer hat neben kleineren theologischen Schriften und Textausgaben sich vor allem um die Erlanger Lutherausgabe verdient gemacht, als deren Mitherausgeber er seit 1826 wirkte und deren Bände 21 bis 67 der deutschen Schriften er in der Zeit von 1830 bis 1857 allein bearbeitete und deren Vorrede zum Schlussband er auch noch in seinem Todesjahr schreiben konnte. Aufgrund seiner bibliothekarischen Kenntnisse, die langjährige Beschäftigung mit Handschriften und alten Drucken und die Beziehungen zu auswärtigen Bibliotheken konnte diese Ausgabe ersten wissenschaftlichen Ansprüchen genügen und wurde erst durch das Erscheinen der Weimarer Lutherausgabe überholt.
Für die Universitätsbibliothek Erlangen hat er 1829 als Einleitung zu einer begonnenen ausführlichen Handschriftenbeschreibung deren Geschichte veröffentlicht, 1852 einen in einzelnen Teilen noch nicht ersetzten Handschriftenkatalog in Kurzform herausgebracht, einen der ersten Kataloge dieser Art nach den wissenschaftlichen Grundsätzen Friedrich Adolf Eberts.

## Mitgliedschaften
Johann Konrad Irmischer war Mitglied der Gesellschaft für pommersche Geschichte, Altertumskunde und Kunst sowie der historischen Vereine von Mittel- und Unterfranken.

## Schriften (Auswahl)
- Dissertatio Historico Literaria de Michaele Hospitalio, Galliae cancellario meritissimo. Erlangen 1827.
- Diplomatische Beschreibung der Manuscripte, welche sich in der Königl. Universitäts-Bibliothek zu Erlangen befinden. Erlangen 1829.
- Dr. Martin Luthers kleiner und großer Katechismus. Erlangen 1832.
- Staats- und Kirchen-Verordnungen über die christliche Sonntags-Feier. Erlangen 1840.
- Leitfaden zur Erklärung des Lutherischen kleinen Katechismus. Erlangen 1843.
- Liturgie zur Feier des heiligen Abendmahls. Erlangen 1845.
- Handschriftenkatalog der Königlichen universitätsbibliothek zu Erlangen. Frankfurt a. M. und Erlangen 1852.
- Dr. Martin Luthers' sämmtliche Werke: Vermischte deutsche Schriften. Frankfurt a. M. und Erlangen 1854.